# Entziehung und Neuerteilung der Fahrerlaubnis
Die Entziehung und Neuerteilung der Fahrerlaubnis bezeichnet den behördlichen Vorgang, die Fahrerlaubnis (Deutschland), Lenkberechtigung (Österreich), Fahrberechtigung (Schweiz), die zum Führen von Kraftfahrzeugen im öffentlichen Verkehrsraum berechtigt, zu entziehen und später neu zu erteilen. Mit der Entziehung der Fahrerlaubnis erlischt die Berechtigung zum Führen von Kraftfahrzeugen. Eine Neuerteilung muss beantragt werden. Die zuständige Behörde prüft dann, ob die Erteilungsvoraussetzungen gegeben sind.
Während die Entziehung der Fahrerlaubnis ein behördliches Verfahren ist, erfolgt eine Führerscheinsicherstellung oder Führerscheinabnahme aufgrund sofortiger Maßnahmen bei schweren Vergehen oder fehlender Fahrtauglichkeit. Der Führerschein kann im zweiten Falle dann wieder abgeholt werden und ist bis zum Erhalt des Entziehungsbescheids gültig.
In Deutschland ist – neben dem befristeten Fahrverbot – die Entziehung der Fahrberechtigung endgültig und unterliegt sowohl dem Straf- als auch dem Verwaltungsrecht. In Österreich erfolgt eine Entziehung der Fahrerlaubnis auch aufgrund der Regeln im Vormerksystem („Punkteführerschein“).
Im Unterschied zum Fahren ohne Führerschein ist das Fahren ohne Fahrerlaubnis eine Verkehrsstraftat. Voraussetzung für die Wiedererteilung sind diverse Formen der Nachschulung und andere Maßnahmen zur Wiedererlangung der Fahreignung.

## Europäisches Recht
Die in Europa gültigen Regelungen zur Entziehung und Neuerteilung der Fahrerlaubnis finden sich in der 3. Führerscheinrichtlinie.

## Regelungen in Deutschland

### Entziehung der Fahrerlaubnis
Die Entziehung einer Fahrerlaubnis ist in Deutschland nach dem Verwaltungs- bzw. Strafrecht geregelt. Sie ist mit weitreichenden Folgen für die betroffene Person verbunden. Die behördlichen Einwirkungen (Bußgelder, Ermahnungen) sollen nach dem Maßnahmenkatalog des Fahrerlaubnisrechts frühzeitig auf die Betreffenden einwirken und Verhaltensänderungen auslösen. Dazu gehört auch das Fahreignungsseminar, das es im Rahmen des Punktesystems dem Betroffenen ermöglicht, den Entzug des Führerscheins abzuwenden.
Mit Ablauf der Sperrfrist entscheiden sich einige Betroffene in der Folge für den vermeintlich leichteren Weg des Führerscheinerwerbs im Ausland („Führerscheintourismus“).
Am 26. April 2012 hat der Europäische Gerichtshof entschieden, dass auch eine ab dem 19. Januar 2009 in einem anderen EU-Staat ausgestellte Fahrerlaubnis einer Person in Deutschland ohne weitere Formalitäten anerkannt werden muss, vorausgesetzt eine evtl. vorhandene Sperrfrist ist zum Zeitpunkt der Ausstellung abgelaufen und die Wohnsitzerfordernisse wurden eingehalten.
Beratungen bei Führerscheinproblemen erfolgen ungeregelt und unterliegen keiner Qualitätskontrolle. Qualifizierte Angebote von Fachpsychologen für Verkehrspsychologie und verkehrspsychologischen Beratern konkurrieren in Deutschland mit Dienstleistungen unterschiedlichster Berufsgruppen (Fahrlehrer, Sozialpädagogen, verkehrspädagogische Berater, Suchtberater, Juristen). Verbindliche Regelungen zu Qualifikationsvoraussetzungen, Verbraucherschutz und Zielen der Laufbahnberatung fehlen (etwa: Verkehrsbewährung als primäres Ziel der Beratung). Einige Anbieter konzentrieren sich darauf, dem Betroffenen das Bestehen der von der Fahrerlaubnisbehörde angeordneten Medizinisch-Psychologischen Untersuchung (MPU) zu erleichtern, ohne dass ein Lernprozess eintritt. Die Qualitätssicherung der Beratung obliegt der Eigeninitiative der Berater.

### Vorläufige Entziehung der Fahrerlaubnis
Da von der Straftat bis zum Urteil viel Zeit vergehen kann, bietet § 111a Abs. 1 StPO die Möglichkeit die Fahrerlaubnis bereits im Ermittlungsverfahren vorläufig zu entziehen. Voraussetzung dafür ist, dass dringende Gründe für die Annahme vorhanden sind, dass die Fahrerlaubnis im späteren Urteil endgültig entzogen wird. Zuständig für die vorläufige Entziehung der Fahrerlaubnis ist der Ermittlungsrichter.

### Rechtliche Maßnahmen
Die Entziehung der Fahrerlaubnis ist
- eine verwaltungsrechtliche Maßnahme der Fahrerlaubnisbehörde oder
- eine strafrechtliche Maßregel der Besserung und Sicherung.

Im Unterschied zu einem Fahrverbot, das lediglich ein ein- bis sechsmonatiges Verbot Kraftfahrzeuge zu führen beinhaltet, führt die Entziehung zu einem zunächst endgültigen Zustand (§ 3 StVG). Auch nach Ablauf einer etwaigen Sperre (siehe unten) wird die Fahrerlaubnis nicht automatisch neu erteilt, sondern muss vom Betroffenen neu beantragt werden. Die Regelungen sollen die Sicherheit des Straßenverkehrs vor ungeeigneten und somit potenziell gefährlichen Teilnehmern schützen.
Wer trotz entzogener Fahrerlaubnis ein Kraftfahrzeug führt, begeht eine Straftat nach § 21 Abs. 1 StVG (Fahren ohne Fahrerlaubnis). Die Tat kann auch fahrlässig begangen werden (Abs. 2 Nr. 1). Ebenfalls macht sich der Fahrzeughalter strafbar, der zulässt, dass jemand ohne Fahrerlaubnis sein Fahrzeug führt (Abs. 1 Nr. 2).

#### Verwaltungsrecht
Gemäß § 3 Abs. 1 Satz 1 StVG muss die Fahrerlaubnisbehörde jedem die Fahrerlaubnis entziehen, der sich als ungeeignet oder nicht befähigt zum Führen von Kraftfahrzeugen erweist. Die Befähigung richtet sich nach § 2 Abs. 5 StVG. Die Ungeeignetheit ist gesetzlich nicht definiert (vgl. auch Fahreignung). Der Gesetzgeber formuliert in § 2 Abs. 4 StVG: „Geeignet zum Führen von Kraftfahrzeugen ist, wer die notwendigen körperlichen und geistigen Anforderungen erfüllt und nicht erheblich oder nicht wiederholt gegen verkehrsrechtliche Vorschriften oder gegen Strafgesetze verstoßen hat.“ Grundlage für die Annahme einer etwaigen Ungeeignetheit sind die körperlichen, geistigen und charakterlichen Eigenschaften des Betroffenen; der Begriff der „charakterlichen Eignung“ ist jedoch fachlich umstritten.
Beispiele für Umstände, die zu einer Ungeeignetheit führen können, sind:
körperliche Mängel:
- unausgleichbare Sehschwäche
- nicht kompensierbarer starker Altersabbau
- Ohnmachtsanfälle mit Wiederholungsgefahr
- schwerer Diabetes mellitus
- Epilepsieanfälle mit sogenannten „großen Krampfanfällen“

geistige Mängel:
- organische Geisteskrankheiten
- schwere Nervenleiden
- schwere Depressionen
- paranoide Schizophrenie

charakterliche Mängel:
- erhebliche/wiederholte Verstöße gegen Verkehrsvorschriften oder Strafgesetze
- besonders starke emotionale Unausgeglichenheit
- dauernde affektive Gespanntheit
- Trunkenheit im Verkehr (dazu unten)
- Drogeneinfluss oder -abhängigkeit

Ein weiterer Grund für eine Entziehung der Fahrerlaubnis ist die Überschreitung der 8-Punkte-Marke im Fahreignungsregister (§ 4 Abs. 5 Satz 1 Nr. 3 StVG).
Mit der Rechtskraft des Verwaltungsaktes der Fahrerlaubnisbehörde bzw. des Urteils eines Gerichts ist die Entziehung der Fahrerlaubnis wirksam, wenn nicht sogar die sofortige Vollziehung gemäß § 80 Abs. 2 Satz 1 Nr. 4 VwGO angeordnet ist. Der Führerschein ist sodann bei der Fahrerlaubnisbehörde abzuliefern bzw. bei einer betroffenen ausländischen Fahrerlaubnis zur Eintragung der Entscheidung vorzulegen (§ 3 Abs. 2 Satz 2 StVG). Dies kann gegebenenfalls durch zwangsweise Wegnahme oder Zwangsgeld bzw. -haft durchgesetzt werden. Solange gegen den Inhaber der Fahrerlaubnis ein Strafverfahren anhängig ist, in dem die Entziehung der Fahrerlaubnis nach § 69 StGB (siehe unten) in Betracht kommt, darf die Fahrerlaubnisbehörde den Sachverhalt, der Gegenstand des Strafverfahrens ist, in einem Entziehungsverfahren nicht berücksichtigen (§ 3 Abs. 3 StVG). Hinweise zur Einleitung eines Verfahrens erhält die Behörde von der Polizei, vom Flensburger Kraftfahrt-Bundesamt, vom Prüfer bei der Fahrprüfung, von Justizbehörden oder anderen Ämtern, manchmal auch von privater Seite.
Wenn der Fahrerlaubnisbehörde Tatsachen bekannt werden, die Bedenken begründen, dass der Inhaber einer Fahrerlaubnis zum Führen eines Kraftfahrzeuges geeignet ist, so kann sie zur Vorbereitung einer Entscheidung über die Entziehung der Fahrerlaubnis gegenüber dem Betroffenen eine Begutachtungsanordnung verfügen. Die Anordnung muss jedoch verhältnismäßig sein, d. h. oftmals wird vor einer medizinisch-psychologischen Untersuchung zunächst nur die Anforderung eines ärztlichen Gutachtens gerechtfertigt sein. Weigert sich der Betroffene, sich untersuchen zu lassen, oder bringt er der Fahrerlaubnisbehörde das von ihr geforderte Gutachten nicht fristgerecht bei, darf sie bei ihrer Entscheidung auf die Nichteignung des Betroffenen schließen. Bei der Einnahme harter Drogen kann die Fahrerlaubnis sofort ohne Begutachtung entzogen werden. Bei der Einnahme von Cannabis ist zunächst nur die Anforderung eines fachärztlichen Gutachtens zur Aufklärung der Konsumgewohnheiten des Betroffenen gerechtfertigt. Wird dann regelmäßiger Konsum oder eine Abhängigkeit festgestellt, wird die Fahrerlaubnis sofort entzogen. Bei gelegentlichem Konsum wird in der Regel eine medizinisch-psychologische Begutachtung angeordnet. Wenn medizinisches Cannabis verschrieben wurde, kann das Führen eines Fahrzeugs in Ausnahmefällen erlaubt sein.
Die Beschlagnahmung des Führerscheins ist ein Verwaltungsakt, der mit dem Rechtsmittel des Widerspruchs und danach auf dem Verwaltungsrechtsweg angefochten werden kann.

#### Strafrecht
Unter den Voraussetzungen des § 69 StGB ist einem Straftäter vom Strafgericht die Fahrerlaubnis zu entziehen. Sie ist die am häufigsten verhängte Maßregel der Besserung und Sicherung. Voraussetzung ist die Verurteilung wegen einer rechtswidrigen Straftat bzw. die Nichtverurteilung aufgrund einer Schuldunfähigkeit, die im Zusammenhang mit dem Führen eines Kraftfahrzeuges begangen wurde und die Nichteignung zum Führen von Kraftfahrzeugen, die sich aus der Tat ergeben muss. Die Ungeeignetheit muss feststehen; bei Zweifeln darf die Maßregel nicht verhängt werden. Ihre Definition entspricht im Wesentlichen der im Verwaltungsrecht, da auch die Entziehung der Fahrerlaubnis nach § 69 StGB nach herrschender Ansicht allein präventiv die Verkehrssicherheit schützen soll.
Die Ungeeignetheit muss sich aus der Anlasstat ergeben, das heißt zwischen ihnen muss ein indizieller Zusammenhang bestehen. Hinsichtlich der – häufig betroffenen – charakterlichen Ungeeignetheit hat der Große Senat des Bundesgerichtshofs 2005 in einem Beschluss festgestellt:
§ 69 StGB bezweckt den Schutz der Sicherheit des Straßenverkehrs. Die strafgerichtliche Entziehung der Fahrerlaubnis wegen charakterlicher Ungeeignetheit bei Taten im Zusammenhang mit dem Führen eines Kraftfahrzeugs (§ 69 Abs. 1 Satz 1 Variante 2 StGB) setzt daher voraus, dass die Anlasstat tragfähige Rückschlüsse darauf zulässt, dass der Täter bereit ist, die Sicherheit des Straßenverkehrs seinen eigenen kriminellen Interessen unterzuordnen.
In Fachkreisen und der Öffentlichkeit wurde darüber hinaus diskutiert, ob ein Führerscheinentzug auch bei Straftaten verhängt werden können, die keinen Bezug zum Straßenverkehr haben, da dies häufig als wirksamer als andere Strafandrohungen gesehen wird. Derartige Ansätze konnten sich bisher jedoch nicht durchsetzen.
Bei verkehrsspezifischen Taten liegt eine Nichteignung vielfach nahe. In § 69 Abs. 2 StGB bestimmt das Gesetz daher vier rechtswidrige Taten, bei denen in der Regel von der Ungeeignetheit des Betroffenen auszugehen ist. Die Entziehung der Fahrerlaubnis nach § 69 StGB kann in bei diesen Taten nur in Ausnahmefällen unterbleiben, die positiv im Urteil festzustellen sind. Bei den betroffenen Taten handelt es sich um
- Gefährdung des Straßenverkehrs (§ 315c StGB),
- Trunkenheit im Verkehr (§ 316 StGB),
- Unerlaubtes Entfernen vom Unfallort (§ 142 StGB), falls „bei dem Unfall ein Mensch getötet oder nicht unerheblich verletzt worden oder an fremden Sachen bedeutender Schaden entstanden ist“
- Vollrausch (§ 323a StGB), wenn die Rauschtat eine der vorigen Straftaten ist.

Wenn das Gericht die Fahrerlaubnis nach § 69 StGB entzogen hat, muss es zugleich eine Sperre von sechs Monaten bis fünf Jahre bestimmen, während der dem Betroffenen keine neue Fahrerlaubnis erteilt werden darf (§ 69a Abs. 1 Satz 1 StGB). In Extremfällen kann eine lebenslange Sperre angeordnet werden (Satz 2). Wenn der Betroffene keine Fahrerlaubnis hat, die man ihm entziehen könnte, wird eine isolierte Sperre angeordnet (Satz 3).
Zur Vermeidung unbilliger Härten können gem. § 69a Abs. 2 StGB bestimmte Arten von Kraftfahrzeugen ausgenommen werden. Gemeint sind einzelne Fahrerlaubnisklassen, aber auch Fahrzeuge mit einem bestimmten objektiv-konstruktiven Verwendungszweck (zum Beispiel Feuerlöschfahrzeuge oder Straßenwachtfahrzeuge der Automobilclubs). Diese Ausnahme kommt insbesondere in Betracht wenn der Betroffene sonst in existentielle Nöte geraten würde.
Die Sperre beginnt mit der Rechtskraft des Urteils (§ 69a Abs. 5 StGB). Sie kann gemäß Abs. 7 auf richterlichen Beschluss vorzeitig aufgehoben werden, wenn der Betroffene nachweisen kann, dass er wieder geeignet zum Führen von Kraftfahrzeugen ist (zum Beispiel durch Teilnahme an einer Nachschulungsmaßnahme).

#### Abgrenzung: Einziehung des Führerscheins
Abzugrenzen ist die Entziehung der Fahrerlaubnis von der Einziehung des Führerscheindokuments gem. §§ 94 Abs. 3, 111a Abs. 4 Hs. 1 StPO. Die Einziehung ist eine vorläufige Beschlagnahme und gem. § 111a Abs. 4 Hs. 1 StPO nur unter den Voraussetzungen der Einziehung gem. § 69 Abs. 3 S. 2 StPO bzw. gem. § 94 Abs. 1 S. 1 StPO nur bei Gefahr im Verzug möglich. Letzteres ist dann der Fall, wenn zu besorgen ist, dass der Kraftfahrer ohne die Abnahme des Führerscheins weitere Trunkenheitsfahrten unternehmen oder sonst Verkehrsvorschriften in schwerwiegender Weise verletzten wird.
Der Beschuldigte kann sich mit dem allgemeinen Rechtsbehelf der gerichtlichen Entscheidung gem. § 98 Abs. 2 S. 2 f. StPO gegen die Beschlagnahme wehren. Gem. § 111a Abs. 4 Hs. 2 StPO gilt dabei die Besonderheit, dass das Gericht dabei sofort über die vorläufige Entziehung der Fahrerlaubnis entscheidet.

#### Neuerteilung der Fahrerlaubnis
Wenn die Fahrerlaubnis durch das Strafgericht oder durch die Fahrerlaubnisbehörde nach dem Punktsystem entzogen worden ist, muss zunächst der Ablauf der gerichtlichen oder gesetzlichen Sperrfrist abgewartet werden. Die Ablegung einer Fahrerlaubnisprüfung ist seit dem 16. Januar 2009 nur noch in Fällen erforderlich, in denen Tatsachen vorliegen, die die Annahme rechtfertigen, dass der Bewerber die erforderlichen Kenntnisse und Fähigkeiten nicht mehr besitzt, § 20 Abs. 2 FeV. Daher kann in Fällen, in denen für die Neuerteilung eine MPU notwendig wäre, nach dem Ablauf der Tilgungsfrist (§ 29 StVG) und einem korrekt gestellten Antrag auf Neuerteilung der Fahrerlaubnis, die Fahrerlaubnis ohne medizinisch-psychologisches Gutachten und unter Umständen ohne das erneute Ablegen einer Fahrerlaubnisprüfung neu erteilt werden. Die gerichtlich angeordnete Sperrfrist kann verkürzt werden. Wenn seit dem Entzug oder der Versagung der Fahrerlaubnis oder einer nicht bestandenen MPU weniger als 15 Jahre vergangen sind, wird die Fahrerlaubnisbehörde vor der Neuerteilung der Fahrerlaubnis die Beibringung eines medizinisch-psychologischen Gutachtens anordnen.

##### Erneuerung der Fahrerlaubnis mit behinderungsgerecht umgerüstetem Kraftfahrzeug
Für den Fall, dass ein Führerscheinbesitzer nach Krankheit oder Unfall mit verbleibender körperlicher Beeinträchtigung besondere Umbauten am Fahrzeug benötigt, ist eine Meldung bei der Fahrerlaubnisstelle mit anschließender Prüfung und Eintrag der Fahrzeuganpassungen in den Führerschein empfehlenswert. Damit wird die Befähigung zum Fahrzeugführen und die nach § 2 FeV geforderte ausreichenden Vorsorge amtlich belegt.

##### Ausländische Fahrerlaubnis
Wenn der Betroffene lediglich eine ausländische Fahrerlaubnis besitzt, die ihm erlaubt Kraftfahrzeuge in Deutschland zu führen, ohne dass ihm von einer deutschen Behörde eine Fahrerlaubnis erteilt worden ist, kann diese nicht entzogen werden. In diesem Fall hat die Entziehung der Fahrerlaubnis gemäß § 69b Abs. 1 StGB zur Folge, dass der Betroffene das Recht von der Fahrerlaubnis im Inland Gebrauch zu machen verliert (sogenannte Nutzungsuntersagung). Führerscheine der in Abs. 2 genannten Institutionen werden eingezogen und an die ausstellende Stelle zurückgesandt; in alle übrigen Führerscheine wird die Entziehung der Fahrerlaubnis und die Sperre eingetragen.
(vgl. auch Führerscheintourismus).

##### Kurse nach § 70 FeV
Die Fahreignung kann durch die Teilnahme an einem Kurs nach § 70 FeV wieder hergestellt werden. Um Zugang zu einem Kurs gem. § 70 FeV zu erlangen, ist es jedoch erforderlich, dass die Gutachter bei der medizinisch-psychologischen Untersuchung diesen Kurs zur Wiederherstellung der Kraftfahreignung empfohlen haben und die Fahrerlaubnisbehörde dieser Empfehlung zustimmt. Die Fahrerlaubnis wird nach Vorlage der Kursbescheinigung bei der Fahrerlaubnisbehörde ohne erneute Prüfung wieder erteilt.

## Regelungen in Österreich

### Abnahme des Führerscheines und Entzug der Lenkberechtigung
In den unten angeführten Fällen kann von der Polizei der Führerschein als Sicherungsmaßnahme sofort abgenommen werden. Darüber hinaus kann von der Behörde nach Durchführung eines formalen Verfahrens bei besonders schweren, im Gesetz aufgezählten Übertretungen von Verkehrsvorschriften oder auch aus gesundheitlichen Gründen die Lenkberechtigung entzogen werden. Damit verliert automatisch auch ein eventuell noch vorhandener Führerschein seine Gültigkeit.

### Vormerksystem

#### Deliktkatalog
Nach jahrelangen Diskussionen über den Entzug der Lenkberechtigung von Lenkern, die in kurzer Zeit mehrfach schwere Delikte im Straßenverkehr begehen, wurde mit 1. Juli 2005 ein „Vormerksystem“ eingeführt. Ziel dieses Systems ist es, die Verkehrssicherheit zu steigern, insbesondere die Zahl der Verkehrsopfer zu reduzieren.
1. Alkoholisiertes Lenken oder Inbetriebnehmen von Kraftfahrzeugen ab 0,5 ‰ und unter 0,8 ‰ Blutalkoholgehalt.
2. Alkoholisiertes Lenken oder Inbetriebnehmen von Kraftfahrzeugen der Klasse C (mit mehr als 7,5 t höchster zulässiger Gesamtmasse) über 0,1 ‰ und unter 0,5 ‰ Blutalkoholgehalt.
3. Alkoholisiertes Lenken oder Inbetriebnehmen von Kraftfahrzeugen der Klasse D über 0,1 ‰ und unter 0,5 ‰ Blutalkoholgehalt
4. das Gefährden von Fußgängern, die geregelte oder ungeregelte Schutzwege ordnungsgemäß benutzen.
5. Nichteinhaltung des Sicherheitsabstandes beim Hintereinanderfahren in folgender Form: zeitlicher Sicherheitsabstand von 0,2 Sekunden oder mehr, aber weniger als 0,4 Sekunden, wenn dieser Abstand mit einem technischen Messgerät festgestellt wurde.
6. Verursachen eines Verkehrsunfalls durch Begehen einer Vorrangverletzung, wenn dabei ein Stoppschild missachtet wurde und dadurch die Lenker anderer Fahrzeuge zum unvermittelten Bremsen oder Ablenken gezwungen wurden.
7. beim Überfahren einer roten Lichtzeichenanlage, wenn dadurch die Lenker anderer Fahrzeuge, denen grünes Licht gezeigt wird, zum unvermittelten Bremsen oder Ausweichen gezwungen wurden.
8. Befahren des Pannenstreifens mit mehrspurigen Kraftfahrzeugen auf Autobahnen, wenn Einsatzfahrzeuge, Fahrzeuge des Straßendienstes, der Straßenaufsicht oder des Pannendienstes behindert werden.
9. Missachtung eines durch Verkehrszeichen kundgemachten Fahrverbotes für Kraftfahrzeuge mit gefährlichen Gütern in Tunnels.
10. Missachtung der Beförderungsvorschriften für Gefahrgut in Autobahntunnels (sogenannte „Tunnelverordnung“).
11. Wenn bei Eisenbahnkreuzungen ein Übersetzen der Eisenbahnkreuzung versucht wird, obwohl nach Lage des Straßenverkehrs (zum Beispiel einer Verkehrsstockung) ein Anhalten auf der Eisenbahnkreuzung erforderlich werden könnte; oder durch geschlossene Schranken abgegrenzte Räume befahren werden oder bei Eisenbahnkreuzungen, die durch Lichtzeichenanlagen gesichert sind, das gelbe oder rote Licht oder akustische Zeichen nicht beachtet werden.
12. das Fahren mit einem Fahrzeug, dessen technischer Zustand oder nicht entsprechend gesicherte Ladung eine Gefährdung der Verkehrssicherheit darstellt, wenn der Mangel dem Lenker vor Fahrtantritt hätte auffallen müssen.
13. Übertretungen der Bestimmungen über die gesicherte Beförderung von Kindern unter 14 Jahren bzw. einer Körpergröße unter 150 cm bei Kraftwagen und Motordreirädern (genauer Wortlaut: siehe §§ 106 1a und 1b KFG 1967).

#### Sanktionskatalog, Löschung der Vormerkung
- Wird eines der 13 Delikte gesetzt, dann erfolgt – unabhängig von den dafür vorgesehenen Geldstrafen – eine Vormerkung im zentralen Führerscheinregister. Werden zwei oder mehrere Delikte gleichzeitig gesetzt (Beispiel: Alkoholisiertes Fahren und gleichzeitig nicht gesicherte Beförderung eines Kindes), wird sofort eine Maßnahme angeordnet. Der Führerscheinentzug erfolgt allerdings erst nach einer weiteren Übertretung.
- Wird innerhalb von zwei Jahren ein zweites Delikt aus dem Katalog gesetzt, erfolgt die Anordnung einer „besonderen Maßnahme“ durch die Behörde.
- Wird innerhalb von zwei Jahren ein drittes Delikt aus dem Katalog gesetzt, dann wird die Lenkberechtigung für mindestens drei Monate entzogen. Dabei werden alle Vormerkungen aus dem Führerscheinregister entfernt. Jede Vormerkung wirkt zwei Jahre ab Übertretung und wird danach automatisch aus dem zentralen Führerscheinregister gelöscht.

#### Besondere Maßnahmen bei Vormerkdelikten
Je nach Delikt können folgende „besondere Maßnahmen“ von der Behörde angeordnet werden:
- Nachschulung durch Psychologen (insgesamt sechs Stunden dauerndes Gruppengespräch)
- Perfektionsfahrt in einer Fahrschule (mindestens zwei Fahrstunden)
- Fahrsicherheitstraining in einem Fahrtechnikzentrum (Dauer: ein Tag)
- Teilnahme an einem Kurs über Ladungssicherung (Dauer: ein Tag)

### Gründe für einen Entzug der Lenkberechtigung

#### Delikte und Strafen
- Alkoholisiertes Lenken oder Inbetriebnehmen von Kraftfahrzeugen von 0,50 ‰ bis 0,79 ‰ Blutalkoholgehalt oder 0,25 mg/l bis 0,39 mg/l Atemalkoholgehalt (kein Entzug beim ersten Mal; Strafe: 218 € bis 3633 €)
- Alkoholisiertes Lenken oder Inbetriebnehmen von Kraftfahrzeugen von 0,80 ‰ bis 1,19 ‰ Blutalkoholgehalt oder 0,40 mg/l bis 0,59 mg/l Atemalkoholgehalt (Entzugsdauer: mindestens ein Monat; Strafe: 800 € bis 3700 €)
- Alkoholisiertes Lenken oder Inbetriebnehmen von Kraftfahrzeugen von 1,20 ‰ bis 1,59 ‰ Blutalkoholgehalt oder 0,60 mg/l bis 0,79 mg/l Atemalkoholgehalt (Entzugsdauer: mindestens vier Monate; Anordnung einer Nachschulung; Strafe: 1200 € bis 4400 €)
- Alkoholisiertes Lenken oder Inbetriebnehmen von Kraftfahrzeugen von mehr als 1,60 ‰ oder 0,80 mg/l Atemalkoholgehalt (Entzugsdauer: mindestens sechs Monate; Anordnung einer Nachschulung; amtsärztliche Untersuchung und verkehrspsychologisches Gutachten für die Wiedererteilung; Strafe: 1600 € bis 5900 €)
- Verweigerung der Untersuchung der Atemluft auf Alkoholgehalt, Blutabnahme oder Vorführung zur klinischen Untersuchung (Entzugsdauer: mindestens sechs Monate; Anordnung einer Nachschulung; amtsärztliche Untersuchung und verkehrspsychologisches Gutachten für die Wiedererteilung; Strafe: 1600 € bis 5900 €)
- Überschreitung der höchsten zulässigen Fahrgeschwindigkeit um mehr als 40 km/h im Ortsgebiet oder um mehr als 50 km/h außerhalb des Ortsgebietes (Entzugsdauer: zwei Wochen; Strafe: bis 2180 €)
- Überschreitung einer Geschwindigkeit von 180 km/h (Entzugsdauer: mindestens drei Monate; Strafe: bis 2180 €)
- Fahren gegen die Fahrtrichtung, Umkehren, Rückwärtsfahren oder Halten oder Parken auf dem Fahrstreifen einer Autobahn (Entzugsdauer beim Fahren gegen die Fahrtrichtung: mindestens drei Monate; Strafe: 36 € bis 2180 €)
- Lenken eines Kraftfahrzeuges in der Art, dass besonders gefährliche Verhältnisse oder eine besondere Rücksichtslosigkeit gegeben sind (Entzugsdauer: mindestens drei Monate; Strafe: 36 € bis 2180 €)
- Fahrerflucht oder unterlassene Hilfeleistung nach einem selbst verursachten Unfall mit Personenschaden (Entzugsdauer: mindestens drei Monate; Strafe: 36 € bis 2180 €)
- Wiederholtes Begehen eines Alkoholdeliktes (konkret: Alkoholisiertes Lenken oder Inbetriebnehmen von Kraftfahrzeugen mit 0,5 ‰ bis 0,79 ‰ oder 0,25 mg/l bis 0,39 mg/l Atemalkoholgehalt) innerhalb eines Zeitraumes von zwölf Monaten (Entzugsdauer: mindestens drei Wochen (zweites Delikt) mindestens vier Wochen (drittes Delikt); Strafe: 218 € bis 3633 €) und in der Regel eine Anordnung, ein medizin/psychologischen Gutachten vorzulegen!

Darüber hinaus kann die Begehung von konkret genannten Straftaten den Entzug der Lenkberechtigung auslösen.

#### Gesundheitliche Gründe
Die Behörde hat die Lenkberechtigung zu entziehen, wenn jemand auf Grund schwerer Erkrankungen ein Kraftfahrzeug nicht mehr sicher lenken kann oder Bewusstseinsstörungen zu befürchten sind, oder an schweren psychischen Erkrankungen oder Alkoholabhängigkeit oder anderen, für das Lenken von Kraftfahrzeugen gefährlichen Abhängigkeiten oder an Augenkrankheiten leidet.

### Probeführerschein

#### Strengere Regelungen
Für Probeführerscheinbesitzer bestehen besonders strenge Regelungen. Der Probeführerschein ist für Fahranfänger auf drei Jahre befristet, bei L17-Lenkern jedoch mindestens bis zum vollendeten 21. Lebensjahr.
Bei folgenden schweren Verstößen sind von der Behörde unverzüglich Nachschulungen anzuordnen:
- Fahrerflucht
- Fahren gegen die zulässige Fahrtrichtung
- Überholen unter gefährlichen Umständen
- Nichtbefolgen von Überholverboten
- Vorrangverletzung
- Überfahren von "Halt"-Zeichen bei geregelten Kreuzungen
- Fahren auf der falschen Richtungsfahrbahn auf Autobahnen
- Überschreitung der höchsten zulässigen Fahrgeschwindigkeit um mehr als 20 km/h im Ortsgebiet oder um mehr als 40 km/h auf Freilandstraßen
- Telefonieren ohne Benützung einer Freisprecheinrichtung
- (Grob) Fahrlässige Tötung bzw. Fahrlässige Körperverletzung beim Lenken eines Kraftfahrzeuges
- Alkoholisiertes Lenken oder Inbetriebnehmen von Kraftfahrzeugen ab 0,10 ‰ Blutalkoholgehalt oder 0,05 mg/l Atemalkoholgehalt
- Konsumation von Alkohol während der Fahrt oder während einer Fahrtunterbrechung

Mit der Anordnung einer Nachschulung verlängert sich die Probezeit jeweils um ein weiteres Jahr oder es beginnt eine neuerliche Probezeit von einem Jahr, wenn die Probezeit in der Zeit zwischen Deliktsetzung und der Anordnung der Nachschulung abgelaufen ist.
Begeht der Probeführerscheinbesitzer innerhalb der dritten Verlängerung der Probezeit einen neuerlichen schweren Verstoß, so hat die Behörde das Vorliegen der gesundheitlichen Eignung abzuklären und dafür eine verkehrspsychologische Untersuchung anzuordnen bzw. gegebenenfalls die Lenkberechtigung zu entziehen.